# Pirro II Gonzaga

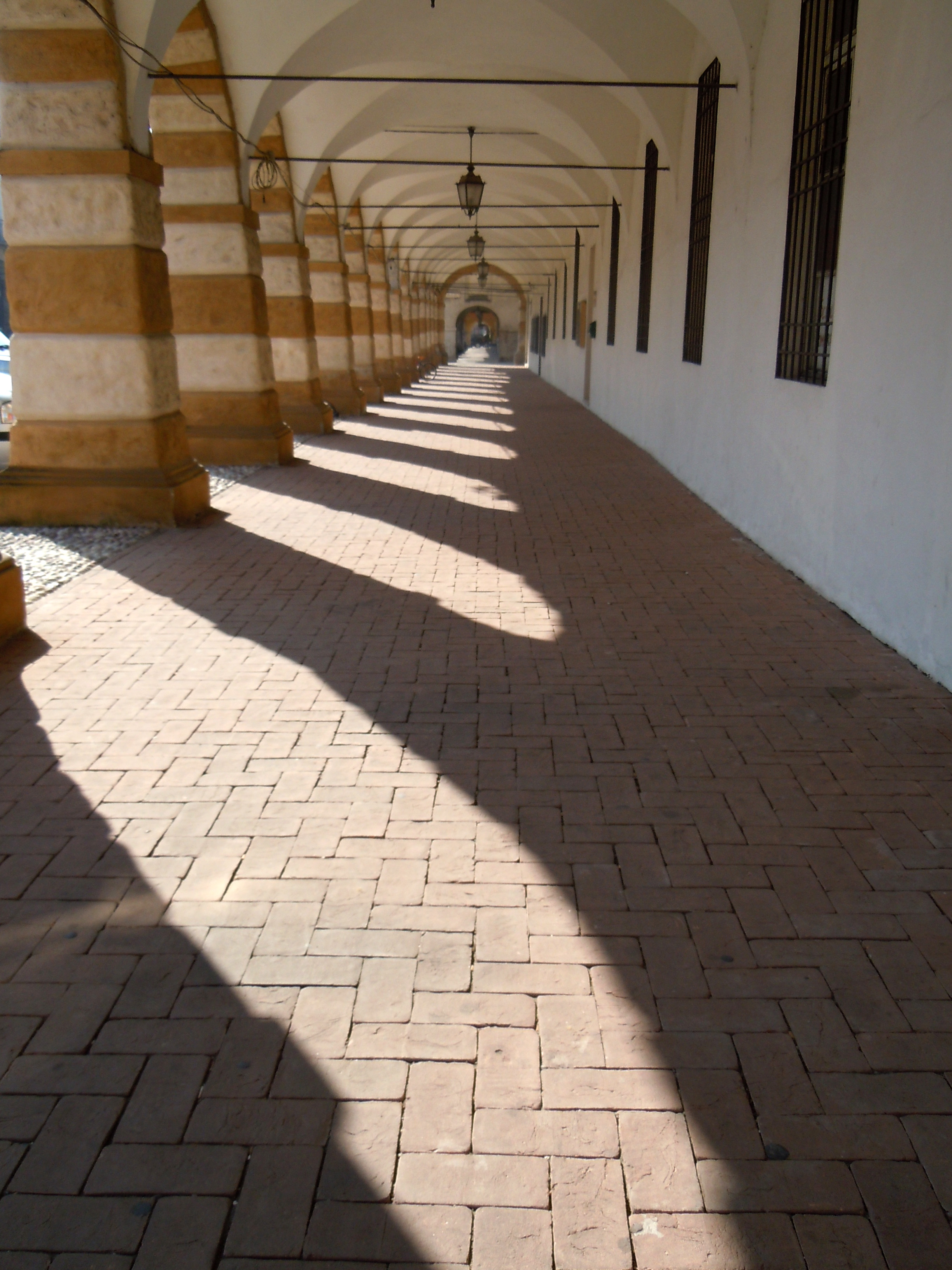
San Martino dall'Argine, portici gonzagheschi

Pirro II Gonzaga (San Martino dall'Argine, 3 maggio 1540 – San Martino dall'Argine, 15 giugno 1592) è stato un condottiero italiano.

## Biografia
Soprannominato Pirro junior, era il figlio primogenito di Carlo Gonzaga e di Emilia Cauzzi Gonzaga.
Educato dal padre al mestiere delle armi ed iniziò a guerreggiare in Piemonte per la Spagna all'età di 15 anni. Nel 1560 passò al servizio di Cosimo I de' Medici.
Combatté in Francia sotto gli Sforza di Santa Fiora nel 1568. Nel 1573 era nelle Fiandre sotto le bandiere della Spagna e si fermò sino al 1578, anno in cui fece ritorno in Italia per stabilirsi definitivamente a San Martino.

Morì nel 1592 e venne sepolto nella chiesa di San Sebastiano.

## Discendenza
Pirro sposò Francesca Guerrieri, figlia del conte Tullio Guerrieri ed ebbero due figli:
- Carlo
- Isabella (1555 ca-?), sposò nel 1576 Prospero Gonzaga, 2º marchese di Luzzara[2].

## Ascendenza
|                       |                      |                         | Genitori                |  |  | Nonni |  |  | Bisnonni              |  |  | Trisnonni           |  |
|                       |                      |                         |                         |  |  |       |  |  | Gianfrancesco Gonzaga |  |  | Ludovico II Gonzaga |  |
|                       |                      |                         |                         |  |  |       |  |  | Gianfrancesco Gonzaga |  |  | Ludovico II Gonzaga |  |
|                       |                      | Barbara di Brandeburgo  |                         |  |  |       |  |  | Gianfrancesco Gonzaga |  |  |                     |  |
| Pirro Gonzaga         |                      |                         |                         |  |  |       |  |  | Gianfrancesco Gonzaga |  |  |                     |  |
|                       |                      | Antonia del Balzo       | Pirro del Balzo         |  |  |       |  |  |                       |  |  |                     |  |
|                       |                      | Antonia del Balzo       | Pirro del Balzo         |  |  |       |  |  |                       |  |  |                     |  |
|                       |                      | Antonia del Balzo       | Maria Donata Orsini     |  |  |       |  |  |                       |  |  |                     |  |
| Carlo Gonzaga         |                      | Antonia del Balzo       |                         |  |  |       |  |  |                       |  |  |                     |  |
|                       |                      | Annibale II Bentivoglio | Giovanni II Bentivoglio |  |  |       |  |  |                       |  |  |                     |  |
|                       |                      | Annibale II Bentivoglio | Giovanni II Bentivoglio |  |  |       |  |  |                       |  |  |                     |  |
|                       |                      | Annibale II Bentivoglio | Ginevra Sforza          |  |  |       |  |  |                       |  |  |                     |  |
| Camilla Bentivoglio   |                      | Annibale II Bentivoglio |                         |  |  |       |  |  |                       |  |  |                     |  |
|                       |                      | Lucrezia d'Este         | Ercole I d'Este         |  |  |       |  |  |                       |  |  |                     |  |
|                       |                      | Lucrezia d'Este         | Ercole I d'Este         |  |  |       |  |  |                       |  |  |                     |  |
|                       |                      | Lucrezia d'Este         | Ludovica Condolmieri    |  |  |       |  |  |                       |  |  |                     |  |
| Pirro II Gonzaga      |                      | Lucrezia d'Este         |                         |  |  |       |  |  |                       |  |  |                     |  |
|                       | Francesco II Gonzaga | Federico I Gonzaga      |                         |  |  |       |  |  |                       |  |  |                     |  |
|                       | Francesco II Gonzaga | Federico I Gonzaga      |                         |  |  |       |  |  |                       |  |  |                     |  |
|                       | Francesco II Gonzaga | Margherita di Baviera   |                         |  |  |       |  |  |                       |  |  |                     |  |
| Federico II Gonzaga   | Francesco II Gonzaga |                         |                         |  |  |       |  |  |                       |  |  |                     |  |
|                       |                      | Isabella d'Este         | Ercole I d'Este         |  |  |       |  |  |                       |  |  |                     |  |
|                       |                      | Isabella d'Este         | Ercole I d'Este         |  |  |       |  |  |                       |  |  |                     |  |
|                       |                      | Isabella d'Este         | Eleonora d'Aragona      |  |  |       |  |  |                       |  |  |                     |  |
| Emilia Cauzzi Gonzaga |                      | Isabella d'Este         |                         |  |  |       |  |  |                       |  |  |                     |  |
|                       |                      | Giacomo Boschetti       | Albertino V Boschetti   |  |  |       |  |  |                       |  |  |                     |  |
|                       |                      | Giacomo Boschetti       | Albertino V Boschetti   |  |  |       |  |  |                       |  |  |                     |  |
|                       |                      | Giacomo Boschetti       | Diamante Castaldi       |  |  |       |  |  |                       |  |  |                     |  |
| Isabella Boschetti    |                      | Giacomo Boschetti       |                         |  |  |       |  |  |                       |  |  |                     |  |
|                       |                      | Polissena Castiglioni   | Cristoforo Castiglione  |  |  |       |  |  |                       |  |  |                     |  |
|                       |                      | Polissena Castiglioni   | Cristoforo Castiglione  |  |  |       |  |  |                       |  |  |                     |  |
|                       |                      | Polissena Castiglioni   | Luigia Gonzaga          |  |  |       |  |  |                       |  |  |                     |  |
|                       |                      | Polissena Castiglioni   |                         |  |  |       |  |  |                       |  |  |                     |  |